# Tomasz Baranowski (działacz komunistyczny)
Tomasz Baranowski ps. Olek (ur. 7 marca 1909 w Mętkowie w powiecie chrzanowskim, zm. po 11 sierpnia 1943 w KL Auschwitz) – polski robotnik, działacz komunistyczny.

## Życiorys
Po ukończeniu szkoły powszechnej podjął pracę w fabryce lokomotyw w Chrzanowie, gdzie wstąpił do KZMP, a później do KPP. Prowadził aktywną działalność polityczną na terenie powiatu chrzanowskiego, przede wszystkim w Byczynie (gdzie mieszkał od 1936), Żarkach i Mętkowie. Trafiał często do aresztów prewencyjnych. Na żądanie policji zwolniono go z pracy, wobec czego do 1939 był bezrobotny, znajdując dorywcze zajęcia na budowach lub przy naprawie dróg. W sierpniu 1936 należał do czołowych organizatorów strajków w powiecie chrzanowskim. Występował na wiecach i zebraniach w Libiążu, Chrzanowie i Jaworznie. Za tę działalność został aresztowany i skazany w 1937 przez SO w Krakowie na 2 lata więzienia. Wypuszczony na wolność na krótko przed wybuchem wojny.
Po napaści Niemiec na Polskę udał się na wschód i do wiosny 1940 przebywał na terenach zajętych przez ZSRR. Następnie powrócił do Byczyny, i podjął pracę w kopalni „Kościuszko” w Jaworznie. Wkrótce nawiązał kontakty z miejscowymi działaczami komunistycznymi i wraz z nimi zorganizował w powiecie chrzanowskim Koła Przyjaciół ZSRR. Od 1942 należał do PPR, będąc organizatorem komórek partyjnych w Byczynie, Jaworznie i Szczakowej. Od momentu utworzenia komitetu podokręgowego PPR w Chrzanowie był jego członkiem, a od lutego 1943 sekretarzem. Był także współorganizatorem grupy wypadowej GL na terenie Byczyny. Pisał artykuły do prasy podziemnej. 11 sierpnia 1943 został aresztowany wraz z żoną Józefą, trzyletnią córką Józią, teściową Marią i szwagrem Franciszkiem w ramach akcji katowickiego Gestapo pod kryptonimem „Oderberg”. Mimo tortur nie wydał nikogo. Osadzony w więzieniu w Mysłowicach. Zginął w obozie koncentracyjnym Auschwitz-Birkenau, tam także zginęły wywiezione z nim żona i teściowa.